# Helena Spinacuta
Helena Spinacuta (Gotemburgo, 1766-Trelleborg, 1846) fue una actriz de teatro, artista de circo, acróbata y equilibrista sueca.

## Trayectoria
Nació como Ellna Persdotter, hija de Per Mårtensson y Karna Persdotter. Su padre era empleado de la catedral de Gotemburgo y su hermano Johan Pettersson era actor. 
Trabajó como actriz en el teatro Comediehuset de Gotemburgo entre 1783-1785. Antes de casarse, se hacía llamar Helena Pettersson. En 1784 se casó con el acróbata italiano Antonio Bartolomeo Spinacuta, que actuaba como artista invitado en el teatro y que en aquella época era uno de los artistas más apreciados de Suecia. En la primavera de 1786, la pareja actuó en Lund y Malmö, donde lanzaron los primeros globos aerostáticos en Suecia, seguido de una actuación en Copenhague.
El 23 de agosto de 1786, debutó como actriz en Estocolmo, en el Teatro Stenborg. Actuó en el papel de Susanna en Susanna i Babylon. Tuvo un éxito notable, en esta ciudad le dedicaron poemas en los periódicos y la dirección del teatro recibió solicitudes de que repitiera el papel para que los espectadores tuvieran tiempo de verla antes de que abandonara la ciudad, tras el anuncio de su cónyuge de irse. Su esposo también fue contratado como acróbata para actuar en las pausas. 
Desde diciembre de 1786 hasta mayo de 1787, el matrimonio Spinacuta realizó una gira por la campiña sueca con un grupo de actores del Teatro Stenborg, su hermano Johan actuaba y su marido bailaba, hacía acrobacias y cantaba. Fueron mencionados por última vez en Suecia el 5 de mayo de 1787 y es probable que abandonaran el país posteriormente.
En 1795, la compañía Cirkus de Ricketts la contrató junto a su marido en Filadelfia. En 1796, realizó un acto de equitación romana con dos caballos, que se describió como "nunca antes intentado por ninguna mujer en este país".
Su esposo era miembro de la Logia Masónica de Filadelfia, y en 1807 les solicitó ayuda para su bien y el de sus hijos, que quedaron indigentes tras la muerte de su marido. Regresó a Suecia en 1810. A partir de 1814 vivió en Trelleborg con su hermana Karna, ciudad en la que murió años más tarde.